# کانت شلانسکیه
کانت شلانسکیه (به لهستانی:  Kąty Śląskie) یک روستا در لهستان است که در گمینا سوشنگه واقع شده‌است. کانت شلانسکیه  ۱۲۰ نفر جمعیت دارد.